# Evert Thörnborg
Karl Evert Harald Thörnborg, född 17 februari 1901 i Linköping, död 24 december 1970 i Skänninge, var en svensk målare.
Han var son till trädgårdsmästaren Karl Fredrik Thörnborg och Selma Nilsson. Thörnborg studerade vid Kungliga konsthögskolan i Stockholm 1929–1934 och genom självstudier på resor till Tyskland och Spanien. Han tilldelades Östgöta konstförenings stipendium 1930–1931. Han medverkade bland annat i Östgöta konstförenings utställningar Linköping och andra städer i Östergötland samt jubileumsutställningen i Skänninge 1929. Hans konst består av porträtt, stilleben och landskapsskildringar. Thörnborg är representerad vid Östergötlands museum.